# Mialet (Dordoña)
 Mialet  (también así en occitano) es una población y comuna francesa, situada en la región de Aquitania, departamento de Dordoña, en el distrito de Nontron y cantón de Saint-Pardoux-la-Rivière.

## Demografía
| 1287 | 1094 | 1006 | 888 | 795 | 717 |
| Para los censos de 1962 a 1999 la población legal corresponde a la población sin duplicidades (Fuente: INSEE [Consultar]) |      |      |     |     |     |